# Стшелецкое княжество
Стшелецкое кня́жество (пол. Księstwo strzeleckie, чеш. Střelecké knížectví) или ге́рцогство Штрелиц (нем. Herzogtum Strehlitz) — одно из средневековых княжеств, существовавших в Верхней Силезии, со столицей в Стшельце-Опольске.

## История
Самостоятельное Стшелецкое княжество было образовано в 1323 году при разделе Опольского княжества между братьями Болеславом II Опольским и Альбертом Стшелецким: центральная часть княжества со столицей Ополе досталось Болеславу, а Альберт стал править в Стшельце.
Альберт умер между 1370 и 1375 годами, не оставив сыновей, и Стшелецкое княжество унаследовал его племянник Болеслав III Опольский, а после его смерти в 1382 году княжество получили в совместное владение его сыновья Ян Кропидло, Болеслав IV, Генрих II и Бернард. Их опекуном и регентом Стшелецкого княжества стал их дядя, князь Владислав Опольчик.
В 1396 году многолетний конфликт Владислава Опольчика и короля Польши Владислава II Ягелло закончился победой последнего. Королевские войска заняли владения Опольчика в Силезии, после чего направились в Ополе, где племянники Владислава 6 августа того же года решили заключить мир с королем Польши. После этого фактическими правителями Опольского княжества стали сыновья Болеслава III Опольского. Старший из братьев, Ян Кропидло, избрал духовную карьеру, сохранив лишь формальный титул князя Опольского. Братья Болеслав IV и Бернард совместно правили до 1400 года, когда они раздели свои владения: Болеслав IV получил Опольское княжество, а его младший брат Бернард — Немодлинское и Стшелецкое княжества.
С этого времени Стшельце постоянно находился в унии с Немодлиным. Не имевший наследников князь Бернард Немодлинский в 1450 году передал свои владения племяннику Болеславу V Гусита. После него Стшелецкое княжество перешло к опольским князьям Николаю I и его сыну Яну II Доброму. К началу XVI века князь Ян II Добрый завладел большей частью Верхней Силезии. В 1521 году пресеклась линия князей  ратиборских, и Ян II Добрый объединил свои владения с Ратиборским княжеством в единое Опольско-ратиборское княжество.
Существование самостоятельного единого княжества, впрочем, продлилось недолго. Князь Ян II Добрый умер в 1532 году, не оставив наследников, и Опольско-ратиборское княжество стало частью земель чешской короны. При этом в том же году король Чехии Фердинанд I Габсбург передал княжество Георгу, маркграфу Бранденбург-Ансбах. После смерти Георга в 1551 году княжество вернулось к королям Чехии, которые впоследствии неоднократно передавали его во временное владение: в разные годы им владели трансильванские князья Запольяи и Батори, с 1645 по 1666 год оно находилось под властью польского королевского дома Васа. В 1742 году Ополе было аннексировано и включено в состав Пруссии.

## Князья Стшельце
| #                                             | Портрет                                       | Имя (годы жизни)                                    | Родители                                      | Годы правления | Примечания |
| --------------------------------------------- | --------------------------------------------- | --------------------------------------------------- | --------------------------------------------- | -------------- | --- |
| 1                                             |                                               | Альберт Стшелецкий (после 1300 — 1370/1375)         | Болеслав I Опольский Агнесса                  | 1323―1370/1375 | князь Опольский (с 1313 по 1323 год) |
| 2                                             |                                               | Болеслав III Опольский (ок.1330 — 21 сентября 1382) | Болеслав II Опольский Елизавета Свидницкая    | 1370/1375―1382 | князь Опольский (с 1356 по 1370/1375) |
| 3                                             |                                               | Ян Кропидло (1360/1364 — 3 марта 1421)              | Болеслав III Опольский Анна                   | 1382―1396      | князь Опольский (с 1396 по 1421 год), епископ познанский (1382—1384) и влоцлавский (1389—1394), архиепископ гнезненский (1389—1394, номинально), епископ камминский (1394—1398), хелминский (1398—1402) и влоцлавский (1402—1421)                         |
| 4                                             |                                               | Болеслав IV Опольский (1363/1367 — 6 мая 1437)      | Болеслав III Опольский Анна                   | 1382―1400      | князь Опольский (с 1396 по 1437 год), князь Немодлинский (с 1382 по 1400 год) |
| 5                                             |                                               | Генрих II Немодлинский (ок.1374 — 22 декабря 1394)  | Болеслав III Опольский Анна                   | 1382―1394      | князь Немодлинский (с 1382 по 1394 год) |
| 6                                             |                                               | Бернард Немодлинский (1374/1378 — 2/4 апреля 1455)  | Болеслав III Опольский Анна                   | 1382―1450      | князь Опольский (с 1396 по 1400 год), князь Немодлинский (с 1382 по 1450 год), князь Прудницкий (с 1420 по 1424 год) |
| 7                                             |                                               | Болеслав V Гусита (ок.1400 — 29 мая 1460)           | Болеслав IV Опольский Маргарита Горицкая      | 1450―1460      | князь Глогувецко-Прудницкий (с 1424 по 1460 год), князь Немодлинский (с 1450 по 1460 год) |
| 8                                             |                                               | Николай I Опольский (1422/1424 — 3 июля 1476)       | Болеслав IV Опольский Маргарита Горицкая      | 1460―1476      | князь Бжегский (с 1450 по 1476 год), князь Опольский (с 1437 по 1476 год), князь Немодлинский (с 1460 по 1476 год) |
| 9                                             |                                               | Людвик Опольский (ок.1450 — ок. 4 сентября 1476)    | Николай I Опольский Магдалена Бжегская        | 1476           | князь Бжегский (1476 год), князь Опольский (1476 год), князь Немодлинский (1476 год) |
| 10                                            |                                               | Ян II Добрый (ок.1460 — 27 марта 1532)              | Николай I Опольский Магдалена Бжегская        | 1476―1521      | князь Бжегский (с 1476 по 1481 год), князь Опольский (с 1476 по 1521 год), князь Немодлинский (в 1476 и с 1497 по 1521 год), князь Бытомский (с 1498 по 1521 год), князь Козленский (с 1509 по 1521 год), князь Опольско-ратиборский (с 1521 по 1532 год) |
| 11                                            |                                               | Николай II Немодлинский (1460/1465 — 27 июня 1497)  | Николай I Опольский Магдалена Бжегская        | 1476           | князь Бжегский (1476 год), князь Опольский (1476 год), князь Немодлинский (с 1476 по 1497 год) |
| вошло в единое Опольско-ратиборское княжество | вошло в единое Опольско-ратиборское княжество | вошло в единое Опольско-ратиборское княжество       | вошло в единое Опольско-ратиборское княжество | 1521―1532      | |